# Kansas City Chiefs 2015
La stagione 2015 dei Kansas City Chiefs è stata la 46ª della franchigia nella National Football League, la 56ª complessiva e la terza con Andy Reid come capo-allenatore. Dopo avere iniziato con un record di 1-5, la squadra vinse tutte le dieci partite successive, raggiungendo una wild card per i playoff. Furono la seconda squadra della storia a qualificarsi per la post-season dopo una partenza per 1-5 dopo i Cincinnati Bengals del 1970.
Nel primo turno di playoff, la squadra interruppe un digiuno di 22 anni battendo gli Houston Texans per 30-0. Casualmente, la loro ultima vittoria era stata contro la precedente franchigia di Houston, gli Oilers. La stagione dei Chiefs si chiuse la settimana successiva, venendo eliminati in trasferta dai Patriots numero 2 del tabellone, interrompendo un record di franchigia di 11 vittorie consecutive.

## Scelte nel Draft 2015
| Scelte dei Chiefs nel Draft 2016 |        |                     |                  |                      |
| Giro                             | Scelta | Giocatore           | Ruolo            | College              |
| 1                                | 18     | Marcus Peters       | Cornerback       | Washington           |
| 2                                | 49     | Mitch Morse         | Guard            | Missouri             |
| 3                                | 76     | Chris Conley        | Wide Receiver    | Georgia              |
| 3                                | 98     | Steven Nelson       | Cornerback       | Oregon State         |
| 4                                | 118    | Ramik Wilson        | Linebacker       | Georgia              |
| 5                                | 172    | D.J. Alexander      | Linebacker       | Oregon State         |
| 5                                | 173    | James O'Shaughnessy | Tight End        | Illinois State       |
| 6                                | 217    | Rakeem Nunez-Roches | Defensive Tackle | Southern Mississippi |
| 7                                | 233    | Da'Ron Brown        | Wide Receiver    | Northern Illinois    |

## Staff
| Staff dei Kansas City Chiefs nel 2015 |
| --- |
| Organi dirigenziali - Chairman/CEO: Clark Hunt - Presidente: Mark Donovan - General Manager: John Dorsey - Assistente General Manager: Joel Collier - Assistente esecutivo del General Manager: Debbie Ball Capo allenatore - Andy Reid Altri allenatori - Assistente del capo-allenatore/Wide Receiver: David Culley - Statistical Analysis Coordinator: Mike Frazier - Sviluppo della forza e della condizione: Nessuno - Assistente sviluppo della forza e della condizione: Brent Salazar e Travis Crittenden - Qualità e controllo: Corey Matthaei, Britt Reid e Mark DeLeone Allenatori dell'attacco - Coordinatore dell'attacco: Doug Pederson - Quarterback: Matt Nagy - Running back: Eric Bieniemy - Wide Receiver: Nick Sirianni - Tight End: Tom Melvin - Offensive Line: Andy Heck - Assistente Offensive Line: Eugene Chung Allenatori della difesa - Coordinatore della difesa: Bob Sutton - Defensive Line: Tommy Brasher - Linebacker: Gary Gibbs - Defensive Back: Emmitt Thomas - Assistente Secondary: Al Harris Allenatori dello special team - Coordinatore dello Special Team: David Toub - Assistente dello Special Team: Kevin O'Dea |

## Roster
| Roster dei Kansas City Chiefs nel 2015 |
| --- |
| Quarterback - 10 Chase Daniel - 7 Aaron Murray - 11 Alex Smith Running Back - 25 Jamaal Charles - 34 Knile Davis - 42 Anthony Sherman FB - 35 Charcandrick West Wide Receiver - 81 Jason Avant - 17 Chris Conley - 85 Frankie Hammond - 19 Jeremy Maclin - 12 Albert Wilson - 13 De'Anthony Thomas Tight End - 84 Demetrius Harris - 87 Travis Kelce - 80 James O'Shaughnessy - 82 Brian Parker Offensive Linemen - 71 Jeff Allen OL - 76 Laurent Duvernay-Tardif T - 74 Paul Fanaika G - 72 Eric Fisher T - 73 Zach Fulton G - 66 Ben Grubbs G - 61 Mitch Morse G - 75 Jah Reid T - 79 Donald Stephenson T Defensive Linemen - 97 Allen Bailey DE - 70 Mike DeVito DE - 96 Jaye Howard DE - 99 Rakeem Nunez-Roches DT - 92 Dontari Poe DT - 98 Nick Williams DE Linebacker - 57 D.J. Alexander ILB - 55 Dee Ford OLB - 91 Tamba Hali OLB - 50 Justin Houston OLB - 56 Derrick Johnson ILB - 90 Josh Mauga ILB - 53 Ramik Wilson ILB - 51 Frank Zombo OLB Defensive Back - 39 Husain Abdullah FS - 29 Eric Berry SS - 27 Tyvon Branch SS - 31 Marcus Cooper CB - 30 Jamell Fleming CB - 23 Phillip Gaines CB - 20 Steven Nelson CB - 38 Ron Parker SS - 22 Marcus Peters CB - 21 Sean Smith CB - 49 Daniel Sorensen FS Special Team - 2 Dustin Colquitt P - 5 Cairo Santos K - 41 James Winchester LS Lista delle riserve - 9 Tyler Bray QB (NF-Inj.) - 59 Justin March OLB (IR) - 89 Richard Gordon TE (IR) 53 attivi, 3 inattivi |
| Legenda - I rookie sono in corsivo. - Il primo ruolo è il principale mentre gli eventuali successivi indicano i ruoli secondari. - (IR) sta per Injured Reserve ed indica la lista ristretta per un solo giocatore infortunato che può tornare ad allenarsi dopo la settimana 6 e a rientrare in prima squadra dopo che questa ha giocato 8 partite. - (NF-Inj.) / (NF-Ill.) stanno rispettivamente per Non-Football Injured e Non-Football Illness ed indicano le liste dove viene inserito un giocatore che ha un infortunio o una malattia non dipendente dal football americano. - (PUP) sta per Physically Unable to Perform ed indica la lista dove viene inserito un giocatore mentre è in attesa di recuperare la condizione fisica. Nella stagione regolare dopo la sesta partita giocata dalla propria squadra, il giocatore ha tempo tre settimane per riprendere ad allenarsi, più tre settimane aggiuntive dal suo rientro agli allenamenti per rientrare in prima squadra. |

## Calendario

### Stagione regolare
| Turno | Data               | Avversario            | Risultato          | Record             | Stadio                              | NFL.com recap      |
| ----- | ------------------ | --------------------- | ------------------ | ------------------ | ----------------------------------- | ------------------ |
| 1     | 13/9               | at Houston Texans     | V 27–20            | 1–0                | NRG Stadium                         | Recap              |
| 2     | 17/9               | Denver Broncos        | S 24–31            | 1–1                | Arrowhead Stadium                   | Recap              |
| 3     | 28/9               | at Green Bay Packers  | S 28–38            | 1–2                | Lambeau Field                       | Recap              |
| 4     | 4/10               | at Cincinnati Bengals | S 21–36            | 1–3                | Paul Brown Stadium                  | Recap              |
| 5     | 11/10              | Chicago Bears         | S 17–18            | 1–4                | Arrowhead Stadium                   | Recap              |
| 6     | 18/10              | at Minnesota Vikings  | S 10–16            | 1–5                | TCF Bank Stadium                    | Recap              |
| 7     | 25/10              | Pittsburgh Steelers   | V 23–13            | 2–5                | Arrowhead Stadium                   | Recap              |
| 8     | 1/11               | Detroit Lions         | V 45–10            | 3–5                | Wembley Stadium                     | Recap              |
| 9     | Settimana di pausa | Settimana di pausa    | Settimana di pausa | Settimana di pausa | Settimana di pausa                  | Settimana di pausa |
| 10    | 15/11              | at Denver Broncos     | V 29–13            | 4–5                | Sports Authority Field at Mile High | Recap              |
| 11    | 22/11              | at San Diego Chargers | V 33–3             | 5–5                | Qualcomm Stadium                    | Recap              |
| 12    | 29/11              | Buffalo Bills         | V 30–22            | 6–5                | Arrowhead Stadium                   | Recap              |
| 13    | 6/12               | at Oakland Raiders    | V 34–20            | 7–5                | O.Co Coliseum                       | Recap              |
| 14    | 13/12              | San Diego Chargers    | V 10–3             | 8–5                | Arrowhead Stadium                   | Recap              |
| 15    | 20/12              | at Baltimore Ravens   | V 34–14            | 9–5                | M&T Bank Stadium                    | Recap              |
| 16    | 27/12              | Cleveland Browns      | V 17–13            | 10–5               | Arrowhead Stadium                   | Recap              |
| 17    | 3/1                | Oakland Raiders       | V 23–17            | 11–5               | Arrowhead Stadium                   | Recap              |

Note
- Gli avversari della propria division sono in grassetto.

### Playoff
| Turno      | Data | Ora       | Avversario (seed)           | Risultato | Record | Stadio           | TV       | NFL.com recap |
| ---------- | ---- | --------- | --------------------------- | --------- | ------ | ---------------- | -------- | ------------- |
| Wild Card  | 9/1  | 3:35 p.m. | at Houston Texans (4)       | V 30–0    | 1–0    | NRG Stadium      | ESPN/ABC | Recap         |
| Divisional | 16/1 | 3:35 p.m. | at New England Patriots (2) | S 20–27   | 1–1    | Gillette Stadium | CBS      | Recap         |

## Classifiche

### Division
| AFC West               | AFC West | AFC West | AFC West | AFC West | AFC West | AFC West | AFC West | AFC West | AFC West |
|                        | V        | S        | P        | %        | DIV      | CONF     | PF       | PS       | Str.     |
| ---------------------- | -------- | -------- | -------- | -------- | -------- | -------- | -------- | -------- | -------- |
| (1) Denver Broncos     | 12       | 4        | 0        | .750     | 4–2      | 8–4      | 355      | 296      | V2       |
| (5) Kansas City Chiefs | 11       | 5        | 0        | .688     | 5–1      | 10–2     | 405      | 287      | V10      |
| Oakland Raiders        | 7        | 9        | 0        | .438     | 3–3      | 7–5      | 359      | 399      | S1       |
| San Diego Chargers     | 4        | 12       | 0        | .250     | 0–6      | 3–9      | 320      | 398      | S2       |

## Premi
- Marcus Peters:

rookie difensivo dell'anno
- Eric Berry:

comeback player of the year